# Upeneus tragula
Upeneus tragula es una especie de peces de la familia Mullidae en el orden de los Perciformes.

## Morfología
Los machos pueden llegar alcanzar los 30 cm de longitud total.

## Distribución geográfica
Se encuentra desde el África Oriental hasta Vanuatu y el sur del Japón.

## Hábitat
Es un pez de mar.